# Diecéze argoská
Diecéze Argos je titulární diecéze římskokatolické církve.

## Historie
Argos je starobylé biskupské sídlo v Řecku na Peloponésu. Bylo sufragánnou arcidiecéze Korint.
Během čtvrté křížové výpravi byla zřízena diecéze latinského ritu, která přetrvala až do dobytí Osmanskou říší (1483).
Dnes je využívána jako titulární biskupské sídlo; v současné době je bez titulárního biskupa. Ve středověku byla nazývána Argolicensis. V 17. století měla název Argivensis (nebo Arginensis), až do 18. století byla Argaea později Argensis.

## Seznam řeckých biskupů
- Sv. Perigenus
- Genetlius (zmíněn roku 448)
- Onesimus (zmíněn roku 451)
- Talus (zmíněn roku 458)
- Ioannes (zmíněn roku 680)
- Theotimus (zmíněn roku 879)
- Petrus

## Seznam latinských biskupů
- Ioannes (? – ?)
  - Bernardus (? – ?)
- Nicolas (1311 – ?)
- Nicolas, O.E.S.A. (1324 – ?)
- Ioannes, O.Praem. (1334 – ?)
- Venturinus (? – 1358)
- Nicolas, O.F.M. (1358 – ?)
- Giacomo Pietro Pigalordi, O.P. (1367 – ?)
- Matheus (? – ?)
- Nicola de Lingonis, O.P. (1392 – ?)
- Ioannes, O.E.S.A. (? – ?)
- Corrado Flader, O.P. (1395 – ?)
- Secondo Nani (1418 – 1425)
- Francesco Pavoni (1425 – ?)
- Bartolomeo Lopacci Rimbertini, O.P. (1434 – 1439)
- Marco de Carmello (1441 – ?)
- Marco Taruello (1473 – ?)
- Guglielmo Militis (1478 – ?)
- Agostino de Matemarico, O.S.B. (1482 – ?)
- Trifone Gabriele (? – ?)

## Seznam titulárních biskupů
- 1504 – 1525 Paolo Zabarella, O.E.S.A.
- 1534 – ? Callisto de Amadei
- 1540 – ? Giacomo Rota
- 1552 – ? Gerardo Busdragi
- 1563 – 1570 Gerolamo Guglielmi (Vielmi), O.P.
- 1574 – 1580 Leandro Garuffi
- 1617 – 1621 Stanisław Udrzycki
- 1618 – 1623 Louis Duchaine
- 1622 – 1631 Franciszek Zajerski
- 1634 – 1639 Stanisław Łoza
- 1639 – 1652 Mikołaj Krasicki
- 1659 – ? Mathias Bystrom
- 1680 – 1690 Bernardino della Chiesa, O.F.M.
- 1816 – 1818 Johann Aloys (Algis) Schneider
- 1819 – 1827 Polikarp Maciejewski, O.P.
- 1883 – 1883 Bernardo Antonio De Riso, O.S.B.
- 1884 – 1892 Francesco Benassi
- 1892 – 1894 Joaquim Arcoverde de Albuquerque Cavalcanti
- 1899 – 1901 Antonio Valbonesi
- 1901 – 1904 António Moutinho
- 1905 – 1908 Andrea Caron
- 1908 – 1939 Amando Agostino Bahlmann, O.F.M.
- 1939 – 1973 Oreste Rauzi